# Lipotriches cubitalis
Lipotriches cubitalis är en biart som först beskrevs av Joseph Vachal 1897.  Lipotriches cubitalis ingår i släktet Lipotriches och familjen vägbin. Inga underarter finns listade i Catalogue of Life.